# 65P/Gunn
65P/Gunn – kometa krótkookresowa, należąca do rodziny komet Jowisza.

## Odkrycie i nazwa
Kometę tę odkrył James E. Gunn z Obserwatorium Palomar 27 października 1970 roku.
W nazwie znajduje się zatem nazwisko odkrywcy.

## Orbita komety
Orbita komety 65P/Gunn ma kształt elipsy o mimośrodzie 0,25. Jej peryhelium znajduje się w odległości 2,91 j.a., aphelium zaś 4,88 j.a. od Słońca. Jej okres obiegu wokół Słońca wynosi 7,69 lat, nachylenie do ekliptyki ma wartość 9,16˚.